# Kabinetsformatie Curaçao 2017
De kabinetsformatie op Curaçao begon na de verkiezingen voor de Staten op 28 april 2017. Deze verkiezingen werden gewonnen door de PAR, die de grootste partij werd. 

## Informateur
Na de verkiezingen sprak de gouverneur Lucille George-Wout met verschillende adviseurs. Op basis van de adviezen werd Etienne Ys op 4 mei 2017 benoemd tot informateur met de opdracht zo snel mogelijk een regering te vormen, en hierbij eerst te onderzoeken of een coalitie tussen PAR, MAN en PIN mogelijk was. Deze partijen hadden op 2 mei al een bereidheidsverklaring afgesloten, waarin ze hadden afgesproken samen te willen regeren op basis van het regeerakkoord van het kabinet-Koeiman.
Op 10 mei diende Ys zijn informatieverslag in bij de gouverneur. In dit verslag werd geadviseerd een coalitie te vormen met PAR, MAN en PIN. 

## Formatie
Leider van de PAR en beoogd minister-president Eugene Rhuggenaath werd vervolgens door de gouverneur van Curaçao aangesteld als formateur. Op 12 en 13 mei bezochten de beoogde ministers de gouverneur en begon de screening van de ministers. Op 29 mei werden de ministers in het kabinet-Rhuggenaath benoemd. Zij legden op 2 juni de eed af.